# コール・アンソニー
コール・ヒントン・アンソニー（Cole Hinton Anthony, 2000年5月15日 - ）は、アメリカ合衆国・オレゴン州ポートランド出身のプロバスケットボール選手。NBAのメンフィス・グリズリーズに所属している。ポジションはポイントガード。

## 経歴

### 学生時代

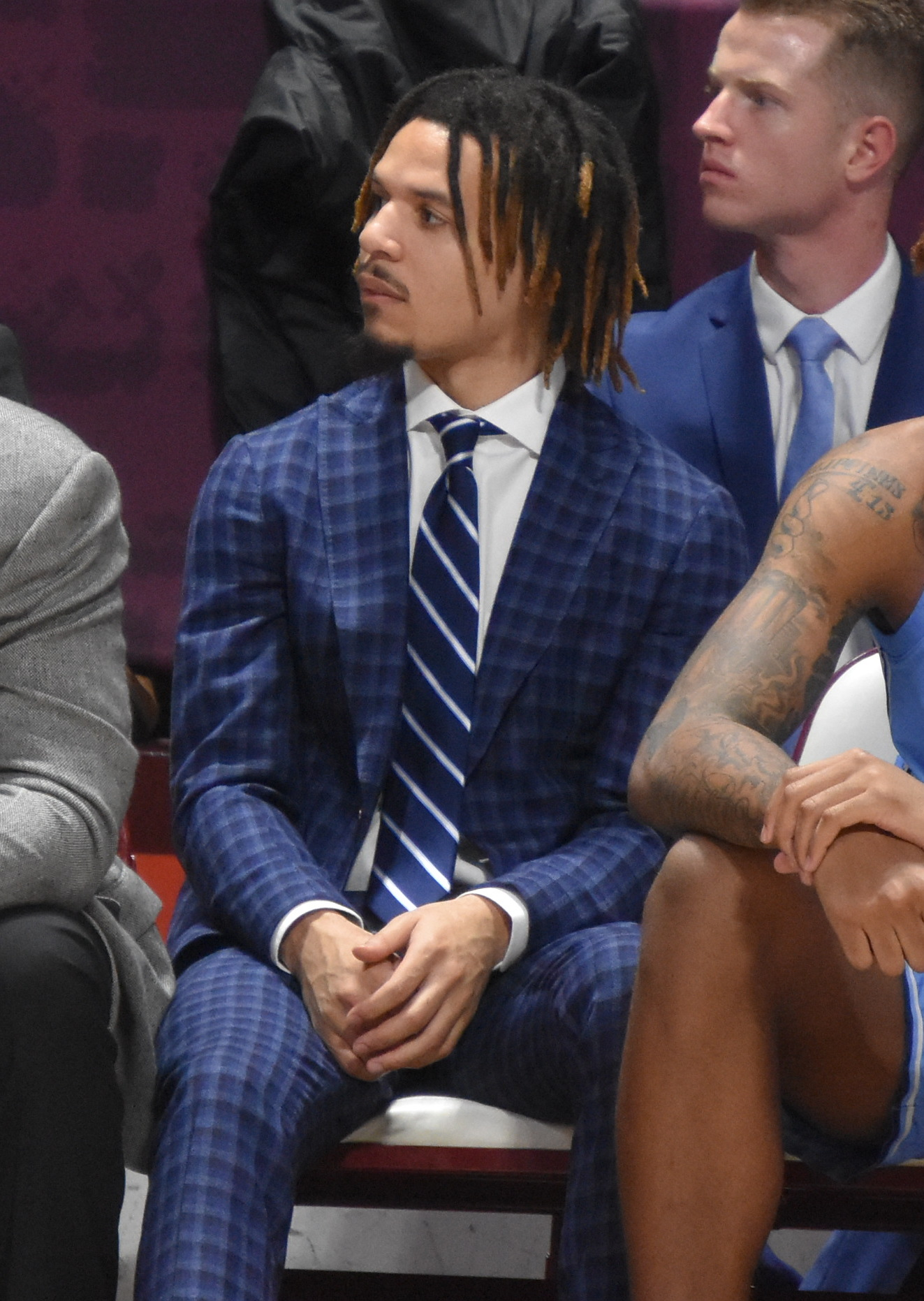
2020年1月、膝の怪我のため試合に出れずベンチに座るアンソニー。

2019年11月6日、ノースカロライナ大学でのシーズンデビュー戦で、アンソニーは34得点、11リバウンド、5アシストを記録し、ノートルダム大学に76対65で勝利した。34得点という記録は2002年のラシャード・マキャンツが保持していたノースカロライナ大学のシーズンデビュー記録上回り、ACCに所属する大学においては2018年デューク大学出身のR・J・バレットが記録した34得点と同点でありデビュー戦得点記録を樹立した。11月11日、ノートルダム大学とノースカロライナ大学に勝利し平均27得点、10.5リバウンド、4アシストを記録し、週間ACC最優秀選手に選ばれた。11月15日、ガードナー・ウェブ大学に77対61で勝利し、1年生で開幕から3試合で20得点以上を記録した大学史上初の選手となった。
12月17日、右膝の半月板損傷で手術を受けることになり、復帰まで4~6週間欠場することになった。2020年2月1日、怪我から回復しボストン・カレッジ戦では71対70で敗れたが、26得点（その内フリースロー14本）、5リバウンド、3アシストを記録した。2月8日、当時全米7位のデューク大学戦にて24得点、11リバウンドを記録したが98対96で敗れてしまった。アンソニーはシーズン中22試合に出場して1試合平均18.5得点、5.7リバウンド、4アシストを記録したがチームは14勝19敗で終えた。この成績はロイ・ウィリアムズHC就任以来初の負け越しを記録することとなった。 2020年4月17日、2020年のNBAドラフトにアーリーエントリーを表明した。

### マジック時代
ドラフトでは1巡目全体15位でオーランド・マジックから指名されて入団した。1年目の2020-21シーズン、2021年2月に肋骨骨折（右の1本）を負い、2ヶ月弱を欠場した。シーズン最後の試合となった5月16日のフィラデルフィア・セブンティシクサーズ戦で自身初の30得点以上となる37得点を記録した。このシーズンは47試合(34先発)に平均27.1分の出場で、12.9得点・4.7リバウンド・4.1アシストなどを記録した。欠場数の多さが響き、NBAオールルーキーチームには選ばれなかった。

### メンフィス・グリズリーズ
2025年6月15日、デズモンド・ベインとの引き換えにケンテイビアス・コールドウェル＝ポープ、2025年のNBAドラフト全体16位指名権を含む、プロテクトされていない1巡目指名権4つ及び2029年のドラフト1巡目指名交換権とともにメンフィス・グリズリーズにトレードされた。

## 個人成績

### NBA

#### レギュラーシーズン
| シーズン | チーム | GP  | GS  | MPG  | FG%  | 3P%  | FT%  | RPG | APG | SPG | BPG | PPG  |
| -------- | ------ | --- | --- | ---- | ---- | ---- | ---- | --- | --- | --- | --- | ---- |
| 2020–21  | ORL    | 47  | 34  | 27.1 | .397 | .337 | .832 | 4.7 | 4.1 | .6  | .4  | 12.9 |
| 2021–22  | ORL    | 65  | 65  | 31.7 | .391 | .338 | .854 | 5.4 | 5.7 | .7  | .3  | 16.3 |
| 2022–23  | ORL    | 60  | 4   | 25.9 | .454 | .364 | .894 | 4.8 | 3.9 | .6  | .5  | 13.0 |
| 2023–24  | ORL    | 81  | 0   | 22.4 | .435 | .338 | .826 | 3.8 | 2.9 | .8  | .5  | 11.6 |
| 2024–25  | ORL    | 67  | 22  | 18.4 | .424 | .353 | .823 | 3.0 | 2.9 | .7  | .5  | 9.4  |
| 通算     | 通算   | 320 | 125 | 24.5 | .419 | .345 | .847 | 4.3 | 3.8 | .7  | .4  | 12.5 |

#### プレーオフ
| シーズン | チーム | GP | GS | MPG  | FG%  | 3P%  | FT%  | RPG | APG | SPG | BPG | PPG |
| -------- | ------ | -- | -- | ---- | ---- | ---- | ---- | --- | --- | --- | --- | --- |
| 2024     | ORL    | 7  | 0  | 14.7 | .317 | .154 | .889 | 2.1 | 1.3 | .6  | .1  | 5.1 |
| 2025     | ORL    | 5  | 0  | 10.2 | .286 | .000 | .750 | 1.4 | 1.2 | .0  | .2  | 2.2 |
| 通算     | 通算   | 12 | 0  | 12.8 | .309 | .105 | .846 | 1.8 | 1.3 | .3  | .2  | 3.9 |

### カレッジ
| シーズン | チーム | GP | GS | MPG  | FG%  | 3P%  | FT%  | RPG | APG | SPG | BPG | PPG  |
| -------- | ------ | -- | -- | ---- | ---- | ---- | ---- | --- | --- | --- | --- | ---- |
| 2019–20  | UNC    | 22 | 20 | 34.9 | .380 | .348 | .750 | 5.7 | 4.0 | 1.3 | .3  | 18.5 |

## 人物
アンソニーの父親、グレッグ・アンソニーは元NBA選手であり、引退後はNBA TVなどのアナリストとして働いている。